# Anaxyrus nelsoni
Espèce
Synonymes
- Bufo boreas nelsoni Stejneger, 1893
- Bufo nelsoni Stejneger, 1893

Statut de conservation UICN

 EN C2a(i) : En danger
Anaxyrus nelsoni est une espèce d'amphibiens de la famille des Bufonidae.

## Répartition
Cette espèce est endémique du Nevada aux États-Unis. Elle se rencontre dans le comté de Nye dans la vallée de la rivière Amargosa.

## Étymologie
Cette espèce est nommée en l'honneur d'Edward William Nelson.

## Publication originale
- Stejneger, 1893 : Annotated list of the reptiles and batrachians collected by the Death Valley Expedition in 1891, with descriptions of new species. North American Fauna, vol. 7, p. 159-228 (texte intégral).